# Florae Columbiae
Florae Columbiae (abreviado Fl. Columb.) es un libro ilustrado y con descripciones botánicas que fue escrito por Gustav Karl Wilhelm Hermann Karsten y publicado en dos volúmenes en los años 1858-1869 con el nombre de Florae Columbiae terraumque adjacentium specimina selecta in peregrinatione duodecim annorum observata delineavit et descripsit.